# Castellot d'en Vallès
Castellot d'en Vallès és una obra de Torrelavit (Alt Penedès) declarada Bé Cultural d'Interès Nacional.

## Descripció
Situades al capdamunt del serrat situat al sud-est del poble, a l'àrea propera a l'església de Santa Maria es troben les ruïnes de fonamentacions de l'antic castell de Lavit. La seva planta es devia adaptar a l'orografia del turó damunt de qual s'assenta. Les restes del castell, i les seves estructures associades, així com de la seva evolució i ús, estarien situades al subsòl, o bé integrades a les edificacions dels voltants, que n'haurien aprofitat els materials constructius.L'església de Santa Maria es trobava a l'interior del recinte del castell. Una excavació arqueològica duta a terme l'any 1989 va posar de manifest un seguit de sitges que van ser identificades com a elements d'emmagatzematge vinculats al poder feudal del senyor del castell, fet que permet apuntar que es trobarien situades dins del recinte.

## Història
El primer esment de l'indret és de l'any 1058. Al segle xii el castell va pertànyer als Castellet. La possessió del castell va passar per diverses mans fins que l'any 1372 el comú de Vilafranca adquirí la jurisdicció del terme del castell. Al 1632, Terrassola era de l'abat de Montserrat pel que fa a la jurisdicció civil i del rei per la criminal. Més tard la jurisdicció civil passà al capítol de la catedral de Vic.